# Rutherford (Tennessee)
Pour les articles homonymes, voir Rutherford.
Rutherford est une municipalité américaine située dans le comté de Gibson au Tennessee.
Selon le recensement de 2010, Rutherford compte 1 151 habitants. La municipalité s'étend sur 2,3 milles carrés (5,96 km2) dont 0,02 mille carré (0,05 km2) d'étendues d'eau.
La localité est probablement nommée en l'honneur de Griffith Rutherford, général durant la guerre d'indépendance des États-Unis. Le bourg accueille la dernière maison de Davy Crockett et la tombe de sa mère ; c'est aujourd'hui un musée.